# Испытание ядерной артиллерии в США
Upshot-Knothole Grable — десятый испытательный ядерный взрыв, осуществлённый США 25 мая 1953 года на ядерном полигоне в Неваде в рамках операции «Апшот-Нотхол». Grable — это первый в истории выстрел ядерным артиллерийским снарядом. Взрыв следовал за «грязным Гарри» и предшествовал последнему, самому мощному в серии (61 кт), взрыву снаряда Climax в рамках операции Upshot-Knothole. Также в операции участвовали первые два изделия Ливерморской национальной лаборатории.

## Устройство
Устройство снаряда Grable схоже с устройством первого использованного в войне снаряда «Малыш», сброшенного на Хиросиму. За всю историю подрывов ядерных снарядов только эти два имели пушечную схему, остальные снаряды были плутониевыми имплозивными (ядерная программа ЮАР также использовала пушечную схему, но нет достоверных сведений о том, что были изготовлены работоспособные образцы).
Снаряд имел диаметр 280 мм, длина снаряда 138 см, вес 364 кг, мощность 15 кт, запущен был пушкой M65 со снаряжённой массой 77 т с начальной скоростью 625 м/с на заданные 32 км.

## Проведение взрыва
Выстрел был осуществлён в 15:30 UTC 25 мая 1953 года на «территории 5» ядерного полигона в Неваде. Это был первый ядерный взрыв артиллерийского снаряда. Детонация снаряда состоялась через 19 секунд после того, как был произведён выстрел: снаряд пролетел к тому моменту свыше 10 км и находился на высоте 160 м над землёй. Отклонение точки взрыва от расчётной: на 7 метров выше, на 26 метров западнее и на 41 метр южнее.
Низкая высота подрыва обеспечила более мощную, чем при прошлом высотном взрыве (850 метров) заряда «Анкор» мощностью в 27 кт, взрывную волну на различные выступающие предметы вроде внедорожников или других транспортных средств, что было оценено и впоследствии часто применялось при дальнейших тактических испытаниях при подготовке к возможной ядерной войне.
Некоторые изображения, сделанные во время испытания Upshot-Knothole Grable, были случайно помечены как принадлежащие испытанию Plumbbob Priscilla во время операции «Пламббоб» в 1957 году. Как следствие, во многих публикациях, включая официальные правительственные документы, эти фотографии неверно атрибутированы.

## Дальнейшие испытания
Upshot-Knothole Grable так и остался единственным ядерным артиллерийским снарядом, когда-либо непосредственно выпущенным из артиллерийского орудия в ходе ядерного испытания за всю программу испытаний ядерного оружия США. Все последующие взрывы ядерных артиллерийских снарядов проходили отдельно от испытаний собственно артиллерийских установок.

## Высшее руководство, присутствовавшее при взрыве
- Артур Уильям Рэдфорд — Председатель Объединённого комитета начальников штабов США
- Чарлз Эрвин Уилсон — Министр обороны США